# Tránsito Cocomarola
Mario del Tránsito Cocomarola (San Cosme, Corrientes, 15 de agosto de 1918 - 19 de septiembre de 1974), más conocido como Tránsito Cocomarola, fue un músico y folclorista argentino, una de las más influyentes figuras del chamamé. Entre su amplio repertorio, que ronda las 400 composiciones, se incluyen algunos clásicos como «Kilómetro 11», «Puente Pexoa», «Rincón dichoso» y «Retorno»

## Biografía
En la década del treinta y cuarenta integró varios conjuntos musicales, tales como "Los Hijos de Corrientes", el "Trío Típico Correntino", "Los Kunumí", y el "Trío Taragüí", entre otros. En el año 1942 grabó su primer disco en el sello Odeón, que luego sería el puntapié inicial de una larga carrera como solista, que se prolongaría entonces, hasta el año de su muerte. Durante su larga carrera, tocó junto a muchas las grandes figuras del género, entre ellas: Roque L. González, Juan Ayala, Antonio Niz, el dúo Verón-Palacios, el dúo Vera-Lucero, el dúo Cejas-Ledesma (José Cejas y Juan Alberto Ledesma), el Trío Lisardo Cáceres + Evaristo Reyes + Hipólito Argentino Vargas. Tocó también junto a cantores de la talla de Gregorio Molina, Julio Godoy, Luis Soloaga, Ireneo Ramírez, Carlos Ramírez, Elpidio Verón Miño, Juan Ojeda, y Alfredo Alejandro Almeida.

## Fallecimiento
Tras una complicación durante una operación de vesícula, falleció el 19 de septiembre de 1974. En Corrientes, la Ley Provincial N°3278 instituyó esa fecha como "Día del Chamamé". Póstumamente fue nombrado "Ciudadano Ilustre" de la ciudad de Corrientes.

## Galería

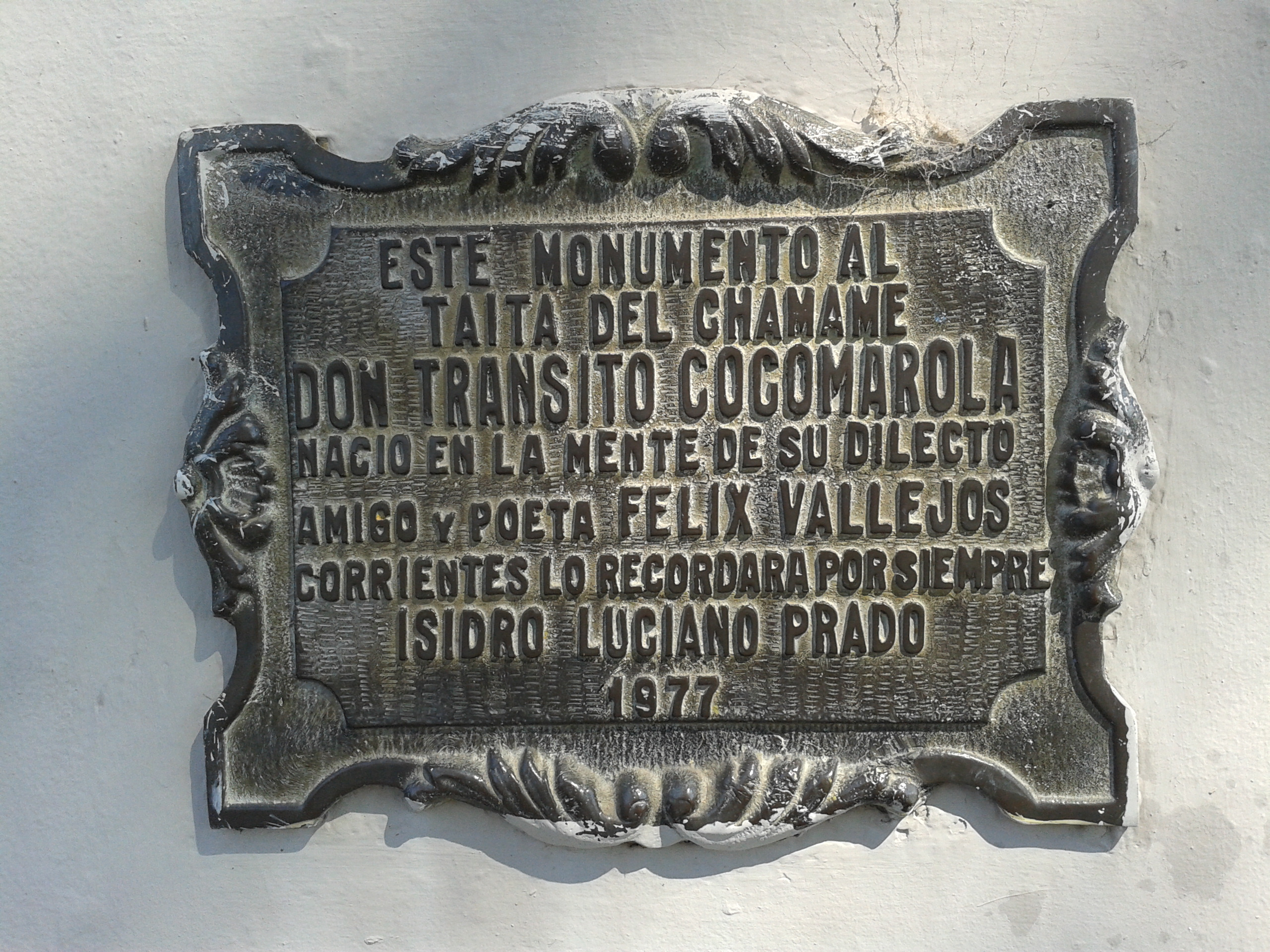
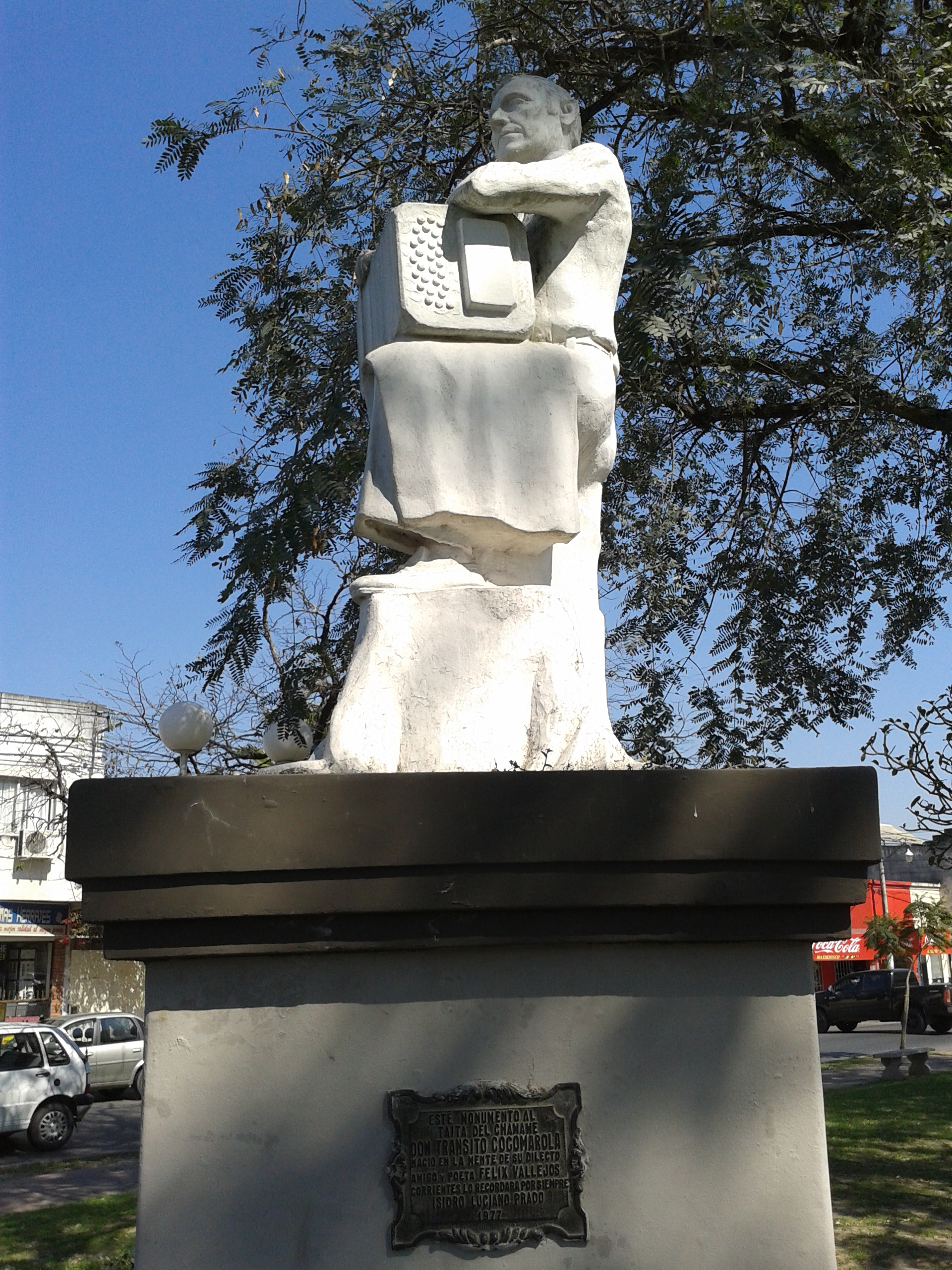
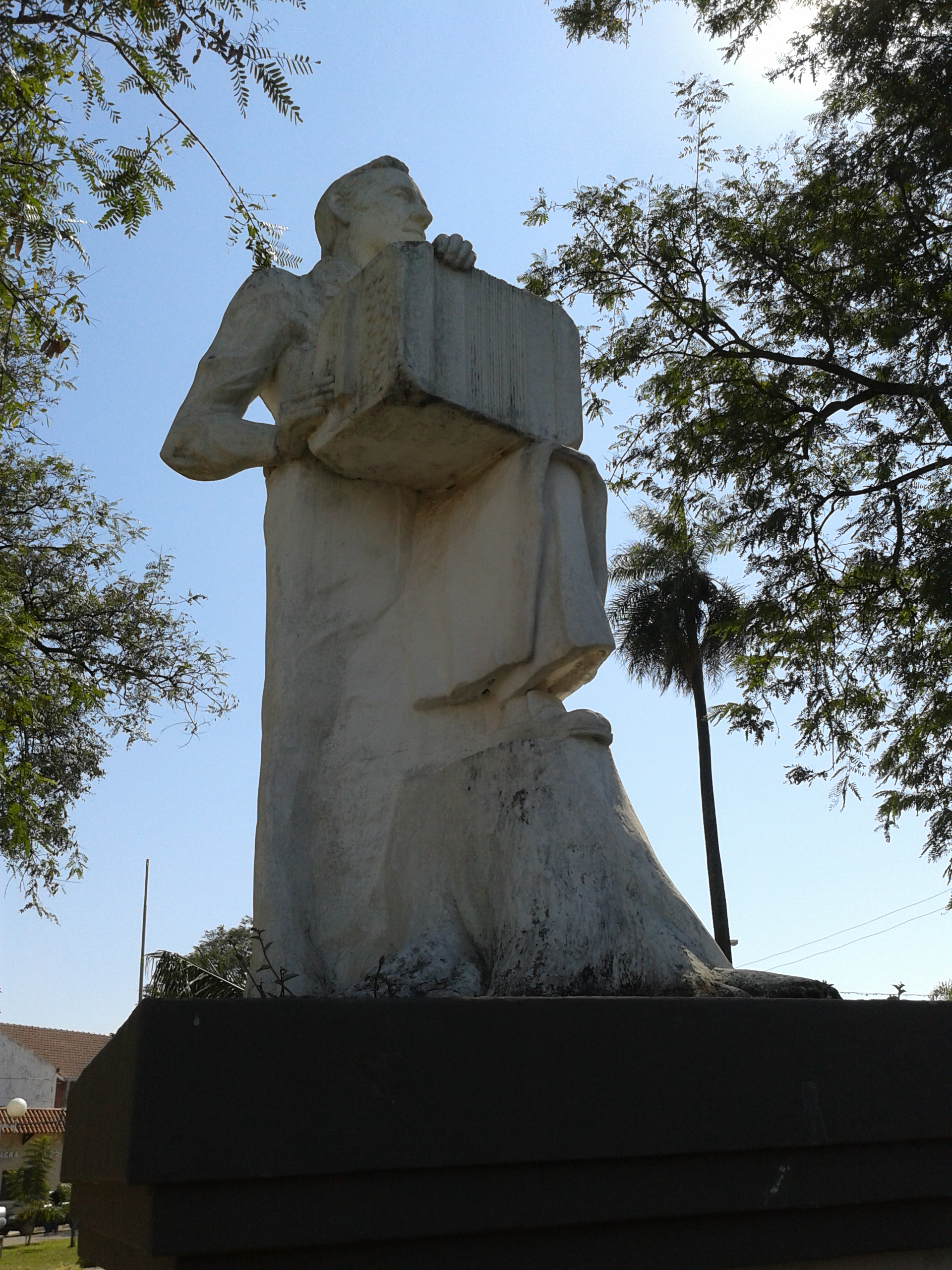

## Discografía

### Álbumes de estudio
- A mi pueblito (1971)
- El Taita Cocomarola (1974)
- El eterno Taita (1975)
- Viva Corrientes
- De Corrientes Cocomarola

### Recopilatorios
- Evocando recuerdos (1967)
- Añoranzas por mi pago (1977)
- Tránsito Cocomarola - Ernesto Montiel - Chamame serie popular (1978)
- El rancho aquel (1982)
- Estampa correntina (1999)
- La Historia (2002)
- Joyas del folclore (2007)

## Filmografía
Intérprete
- Argentinísima (1972) dir. Fernando Ayala y Enrique Olivera